# كريستيان غيسنر
كريستيان غيسنر (بالألمانية: Christian Gessner)‏ (مواليد 16 يونيو 1968) هو سبّاح ألماني، مثّل بلاده في الألعاب الأولمبية الصيفية 1992.

## روابط خارجية
كريستيان غيسنر على موقع الاتحاد الدولي للسباحة (الإنجليزية)
- كريستيان غيسنر على موقع أوليمبيديا (الإنجليزية)